# Lock Haven
Lock Haven is een plaats (city) in de Amerikaanse staat Pennsylvania, en valt bestuurlijk gezien onder Clinton County.

## Geschiedenis

### Pre-Europees
De eerste kolonisten in Pennsylvania kwamen uit Azië tussen 12000 BCE en 8000 BCE, toen de gletsjers van de ijstijd in het Pleistoceen afnamen. Geribbelde speerpunten uit dit tijdperk, dat bekendstaat als de Paleo-indianenperiode, zijn gevonden in de meeste delen van de staat. Archeologische vondsten op de Memorial Park Site 36Cn164 in de buurt van de samenvloeiing van de West Branch Susquehanna rivier en Bald Eagle Creek overspannen collectief een tijdsperiode van meer dan 8000 jaar. Ze vertegenwoordigen alle grote prehistorische perioden van de midden Archaïsche tot de late woodland-periode. Tot de prehistorische culturele perioden van de midden-Archaïsche tot de late woodland-periode behoren de midden-Archaïsche vanaf 6500 BCE; de late Archaïsche vanaf 3000 BCE; de Vroege Woodland vanaf 1000 BCE; de Midden-Woodland beginnend bij 0 CE en de Late Woodland vanaf 900 CE. Het eerste contact met de Europeanen vond plaats in Pennsylvania tussen 1500 en 1600 na Christus.

### Achttiende eeuw
In het begin van de achttiende eeuw, bestuurde een stammen confederatie bekend als de Zes Naties van de Iroquois, met het hoofdkantoor in New York, de Indiaanse stammen van Pennsylvania, inclusief degenen die in de buurt leefden van wat Lock Haven zou worden. Indiaanse nederzettingen in het gebied omvatten drie Lenni-Lenape dorpen op het 1,32 km2 Great Island in de West Branch Susquehanna rivier aan de monding van Bald Eagle Creek. Vier Indiaanse paden, het Great Island Path, het Great Shamokin Path, het Bald Eagle Creek Path, en het Sinnemahoning Path doorkruisten het eiland, en een vijfde, Logan's Path, ontmoette Bald Creek Eagle Path een paar kilometer stroomopwaarts bij de monding van Fishing Creek.

## Demografie
Bij de volkstelling in 2000 werd het aantal inwoners vastgesteld op 9149. In 2006 is het aantal inwoners door het United States Census Bureau geschat op 8652, een daling van 497 (-5,4%).

## Geografie
Volgens het United States Census Bureau beslaat de plaats een oppervlakte van 6,9 km², waarvan 6,5 km² land en 0,4 km² water. Lock Haven ligt op ongeveer 171 m boven zeeniveau.

## klimaat
Onder de klimaatclassificatie van Köppen, ligt Lock Haven in zone Dfa wat betekent dat het een vochtig continentaal klimaat heeft met hete of erg warme zomers. De gemiddelde temperatuur in Lock Haven in januari is -4 °C, en in juli is het 22 °C. De hoogste registreerde temperatuur in Lock Haven was 40 °C in 1988, en de laagste geregistreerde temperatuur was -28 °C in 1982. De gemiddelde natste maand is juni. Tussen 1926 en 1977 was de gemiddelde jaarlijkse neerslag 990 mm, en het gemiddelde aantal dagen elk jaar met een neerslag van 2.5 mm of meer was 77. Jaarlijkse sneeuwval tussen 1888 en 1996 varieerde van 0 cm in verschillende jaren tot 164 cm in 1942. De maximaal geregistreerde sneeuwval in een maand was 98 cm in april 1894.
| Maand                  | jan | feb | mrt | apr | mei | jun | jul | aug | sep | okt | nov | dec | Jaar  |
| ---------------------- | --- | --- | --- | --- | --- | --- | --- | --- | --- | --- | --- | --- | ----- |
| Hoogste maximum (°C)   | 19  | 22  | 31  | 33  | 35  | 37  | 40  | 38  | 38  | 33  | 28  | 22  | 40    |
| Gemiddeld maximum (°C) | 1   | 3   | 9   | 16  | 22  | 27  | 29  | 28  | 24  | 18  | 11  | 4   | 16,1  |
| Gemiddeld minimum (°C) | −1  | −8  | −4  | 2   | 7   | 12  | 16  | 14  | 11  | 3   | −1  | −6  | 3,8   |
| Laagste minimum (°C)   | −28 | −21 | −19 | −11 | −3  | 1   | 6   | 1   | −1  | −6  | −11 | −23 | −28   |
|                        |     |     |     |     |     |     |     |     |     |     |     |     |       |
| Neerslag (mm)          | 64  | 58  | 79  | 84  | 94  | 122 | 107 | 100 | 99  | 79  | 89  | 69  | 1.044 |

## Plaatsen in de nabije omgeving
De onderstaande figuur toont nabijgelegen plaatsen in een straal van 16 km rond Lock Haven.

## Geboren in Lock Haven
- John French Sloan (1871-1951), kunstschilder